# Sebas Coris
Sebastián Coris Cardeñosa (Tossa de Mar, 31 maggio 1993) è un calciatore spagnolo, difensore del Tossa.

## Caratteristiche tecniche
È un terzino sinistro.

## Carriera

### Club
Cresciuto nelle giovanili del Girona, ha esordito in prima squadra il 17 dicembre 2013 in un incontro di Coppa del Re perso 4-1 contro il Getafe.

## Statistiche

### Presenze e reti nei club
Statistiche aggiornate al 27 agosto 2017.
| Stagione        | Squadra         | Campionato      | Campionato | Campionato | Coppe nazionali | Coppe nazionali | Coppe nazionali | Coppe continentali | Coppe continentali | Coppe continentali | Altre coppe | Altre coppe | Altre coppe | Totale | Totale | Totale |
| Stagione        | Squadra         | Comp            | Pres       | Reti       | Comp            | Pres            | Reti            | Comp               | Pres               | Reti               | Comp        | Pres        | Reti        | Pres   | Reti   |        |
| --------------- | --------------- | --------------- | ---------- | ---------- | --------------- | --------------- | --------------- | ------------------ | ------------------ | ------------------ | ----------- | ----------- | ----------- | ------ | ------ | ------ |
| 2013-2014       | Girona          | SD              | 0          | 0          | CR              | 1               | 0               |                    | -                  | -                  |             | -           | -           | 1      | 0      |        |
| 2014-2015       | Girona          | SD              | 27         | 0          | CR              | 2               | 0               |                    | -                  | -                  |             | -           | -           | 29     | 0      |        |
| 2015-2016       | Girona          | SD              | 17         | 0          | CR              | 1               | 0               |                    | -                  | -                  |             | -           | -           | 18     | 0      |        |
| 2016-2017       | Girona          | SD              | 27         | 1          | CR              | 1               | 0               |                    | -                  | -                  |             | -           | -           | 28     | 1      |        |
| Totale carriera | Totale carriera | Totale carriera | 71         | 1          |                 | 5               | 0               |                    | -                  | -                  |             | -           | -           | 76     | 1      |        |